# سفارة دولة فلسطين لدى إسبانيا
سفارة دولة فلسطين لدى إسبانيا هي الممثلية الدبلوماسية العُليا لدولة فلسطين لدى إسبانيا. تقع السفارة في مدريد.

## أبرز سفراء فلسطين لدى إسبانيا
- فؤاد ياسين
- منذر عز الدين إسماعيل الدجاني
- عصام كامل السالم (13 يوليو 1990 – 5 سبتمبر 1993).
- نبيل معروف (1994 - 2005).
- موسى عودة (2006- 2021).
- حسني عبد الواحد (2022 - لا يزال).